# Завод-музей истории горнозаводской техники
Завод-музей истории горнозаводской техники — музей под открытым небом, посвящённый истории горно-заводской техники. Находится в Нижнем Тагиле (Свердловская область, Россия), в Ленинском районе города, на Старой Вые. Является первым в России заводом-музеем памятником горнозаводского прошлого.

## История

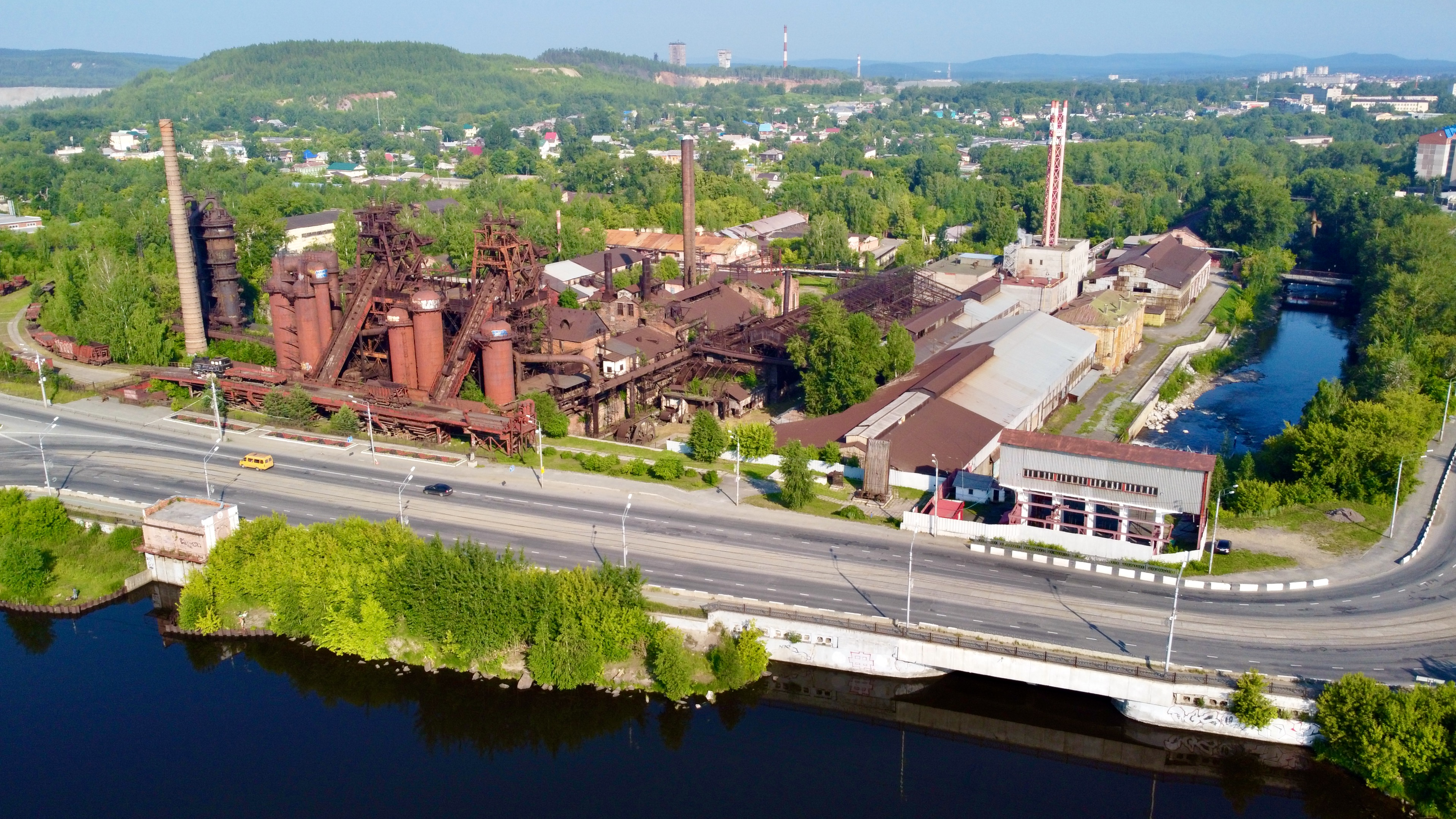
Вид с высоты

Нижнетагильский железоделательный завод был основан в 1725 году династией Демидовых. Завод включал в себя полный технологический цикл выплавки металла — подготовку железной руды, древесного угля, выплавку чугуна, железа и меди. Здесь же работали и обслуживавшие завод хозяйственные и ремонтные службы, кирпичная и лесопильная фабрики. После запуска в эксплуатацию Новотагильского металлургического завода на куйбышевском заводе осваивали новые доменные технологии для получения качественного чугуна. В годы Великой Отечественной войны на заводе производился феррохром и ферромарганец, а также нержавеющая лента для авиастроения. В 1957 году завод им. Куйбышева вошёл с состав НТМК. Завод был одним из крупнейших в Европе и проработал до октября 1987 года, когда он был торжественно остановлен. Символические ключи от старого завода были вручены Нижнетагильскому музею-заповеднику горнозаводского дела Среднего Урала.
Музей на основе закрытого завода был открыт в январе 1989 года. В 1992 году музей получил часть территории завода, включая инфраструктуру и окрестную историческую зону. В результате был образован музейный комплекс площадью 30 гектаров.
Завод-музей состоит из ряда экспозиций, которые показывают основные стадии металлургического производства: доменный цех, прокатное производство, мартеновский цех, энергетическое хозяйство, оборудование механической обработки металла и литейного дела. Здесь же находятся выставки заводской техники и подвижного состава образца XIX—XX веков. Музей частично сохранил облик зданий XVIII—XX веков, в том числе доменную и мартеновскую печи, водяную турбину и мостовой кран 1892 года, водяные лари, доменный корпус начала XIX века.
Выставка заводской техники демонстрирует образцы оборудования 1920—1930-х годов, а также брёвна из лиственницы, сохранившиеся с момента возведения плотины и завода, поднятые при реконструкции плотины в 1992 году. Хорошо сохранилась также сама плотина, построенная ещё в 1721 году и неоднократно перестраивавшаяся.
В состав музея входят (в скобках — год постройки или последней реконструкции):
- Доменный цех (XVIII—XX вв.)
- Энергетический цех (1913 г.)
- Прокатный цех (1902 г.)
- Цех металлоконструкций (1929 г.)
- Листобойный цех (1927 г.)
- Контора ремонтно-монтажного цеха (1930 г.)
- Кузница (XIX в.)
- Мартеновский цех (1892 г.)
- Заводская контора (1840 г.)
- Механическая фабрика (1840 г.)
- Конюшенный двор (1828 г.)
- Разливочная машина (1930 г.)
- Конно-спортивная площадка[2].

Завод-музей является памятником индустриального наследия России регионального значения.

## Галерея

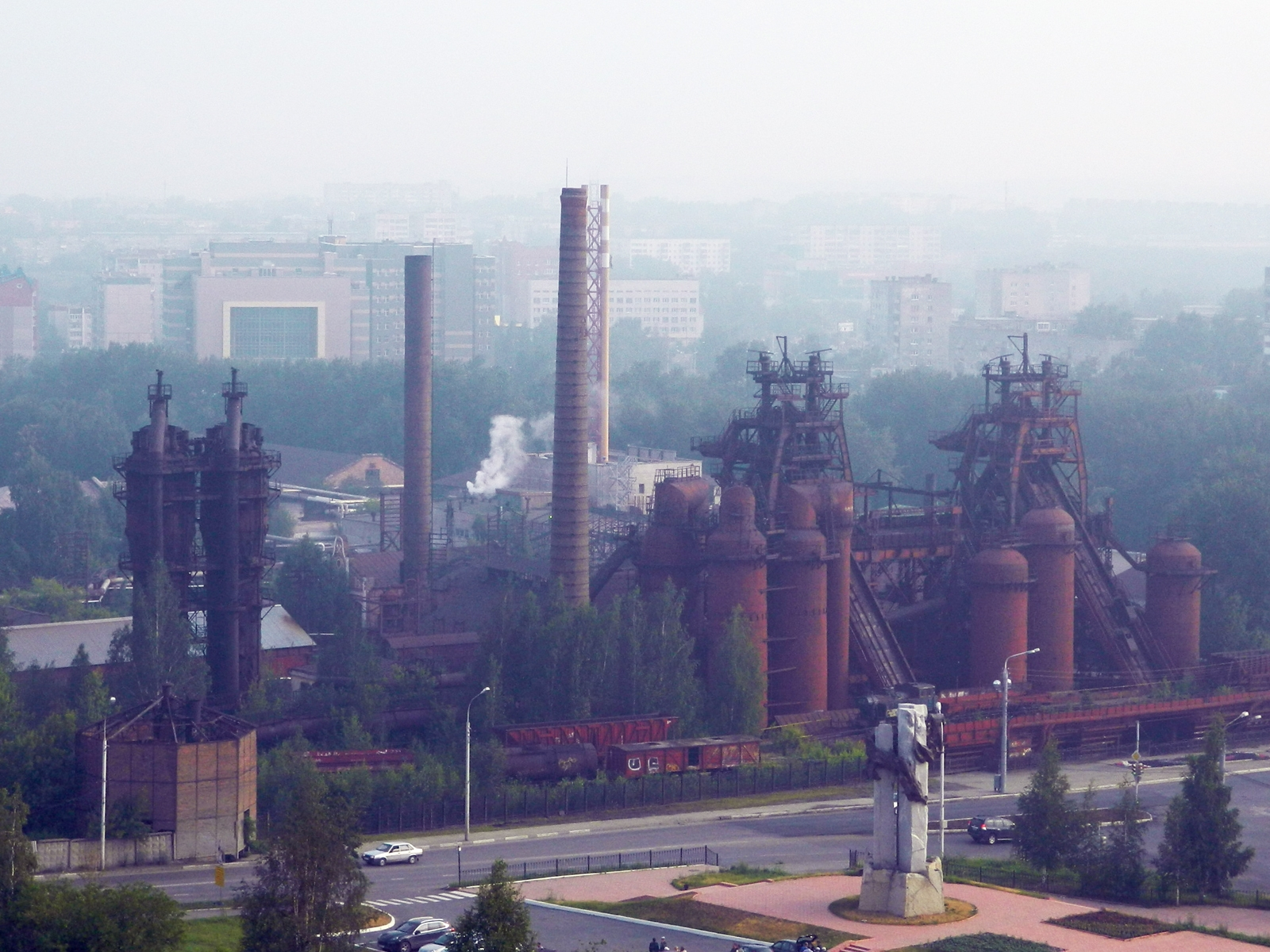
Вид на завод-музей с Лисьей горы
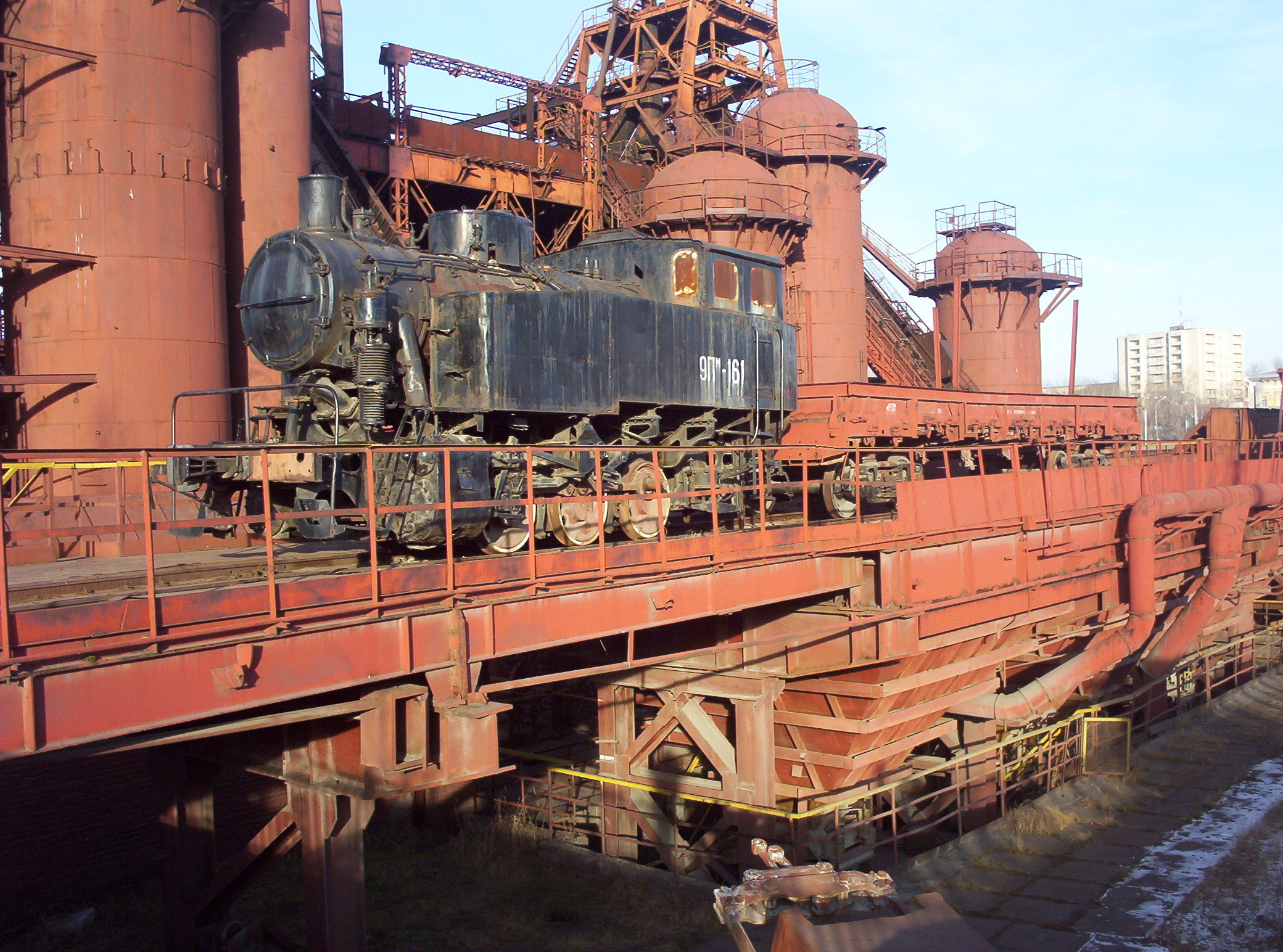
Паровоз 9Пм на территории завода
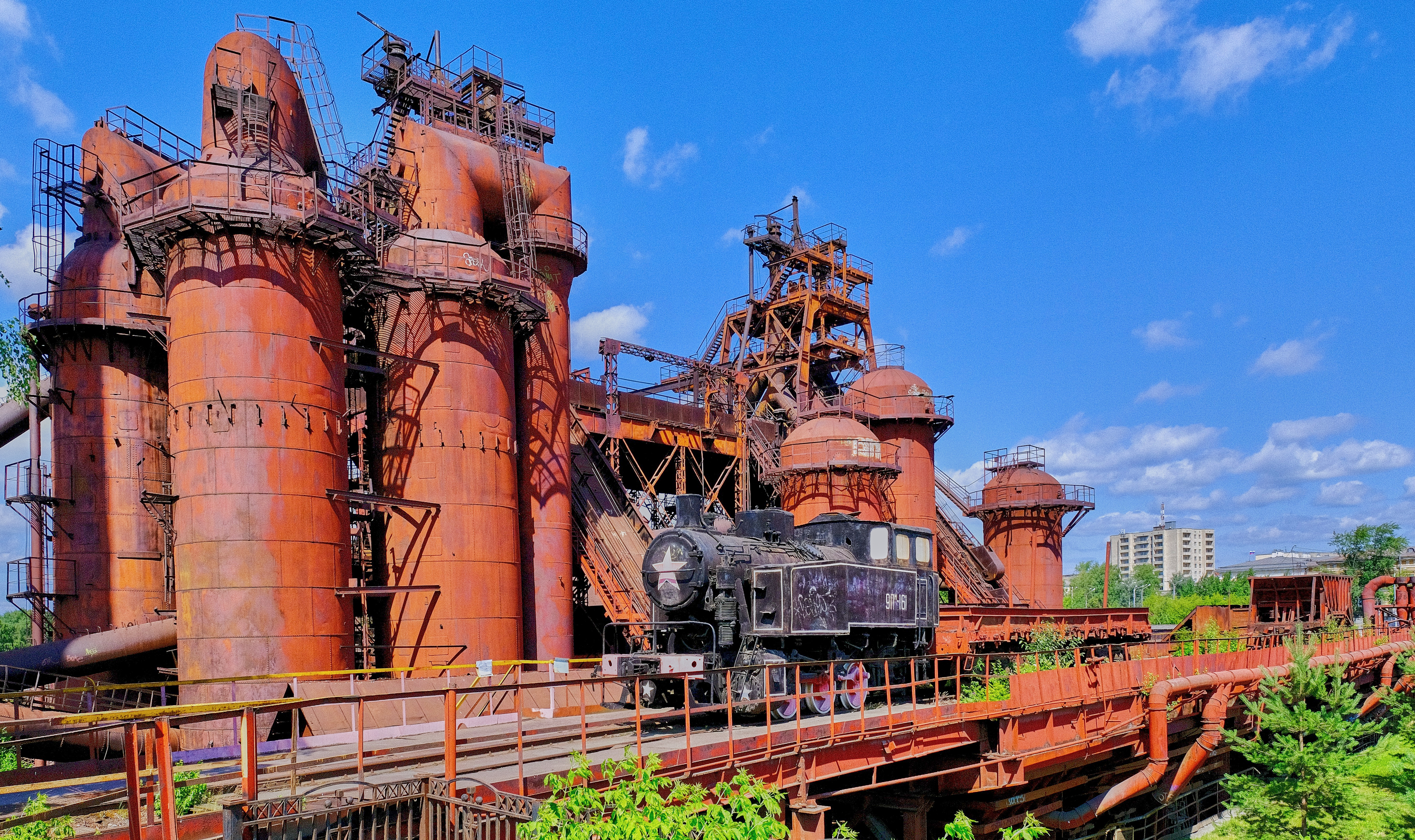
Доменный цех
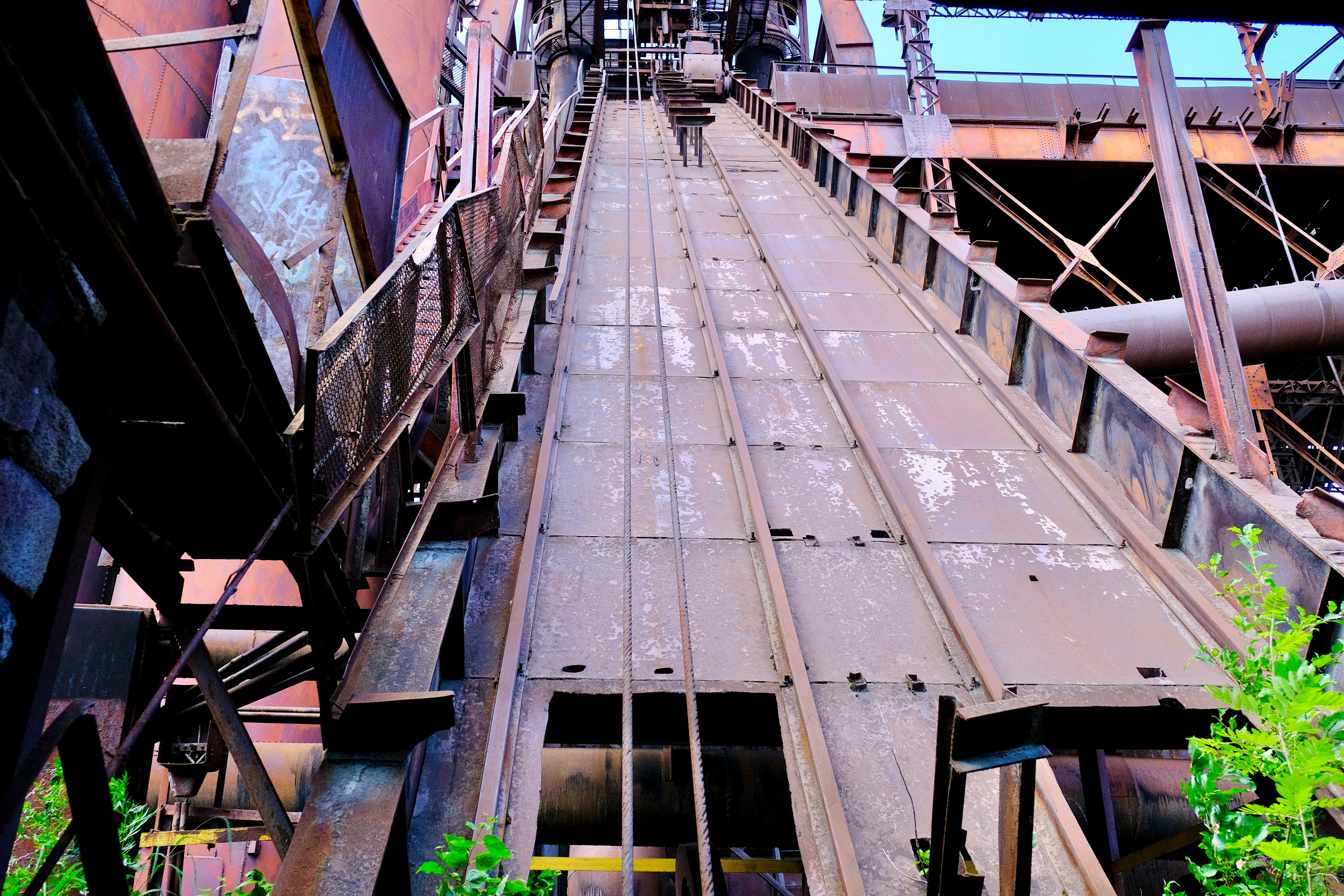
Скиповый подъёмник доменной печи
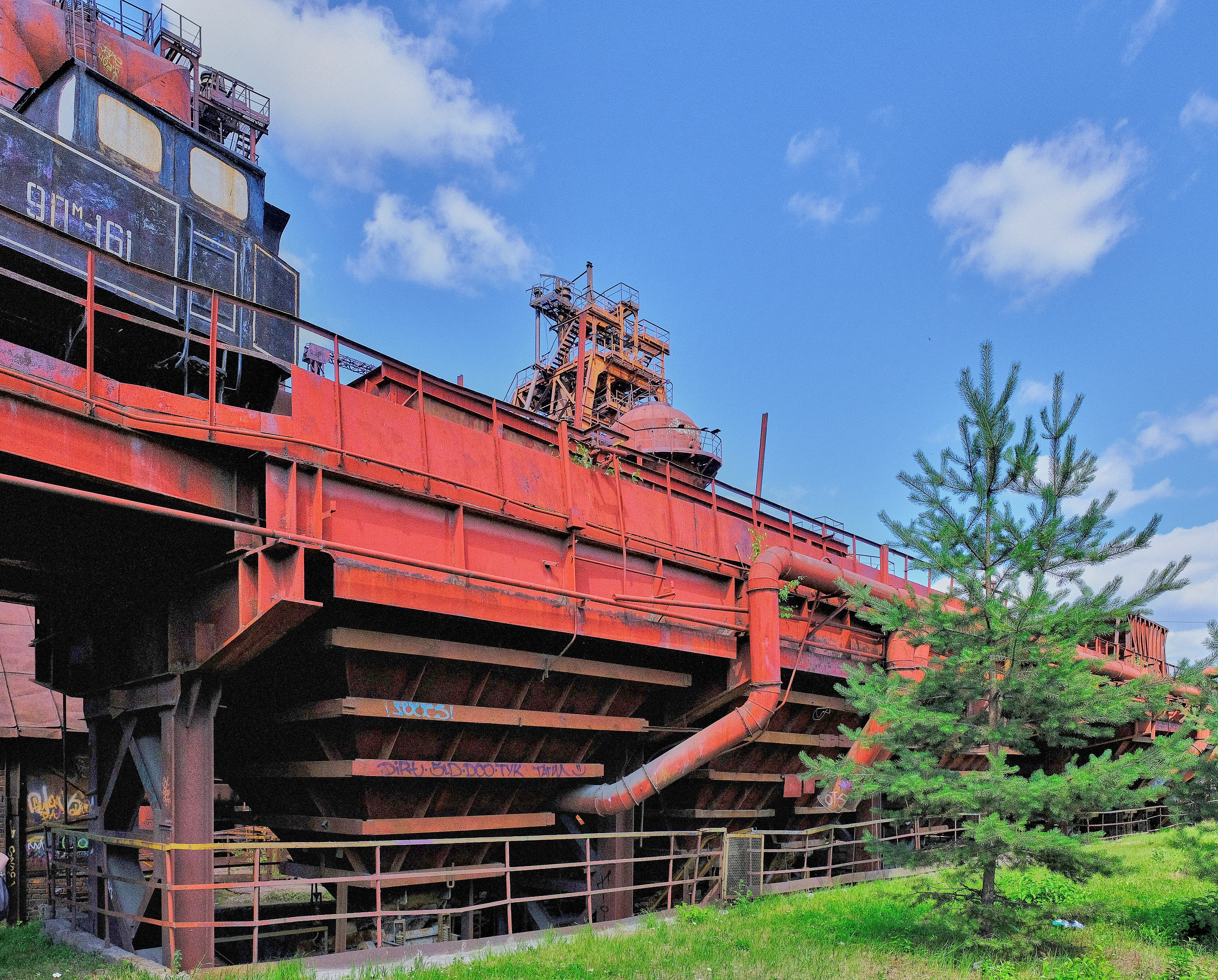
Бункерная эстакада доменного цеха
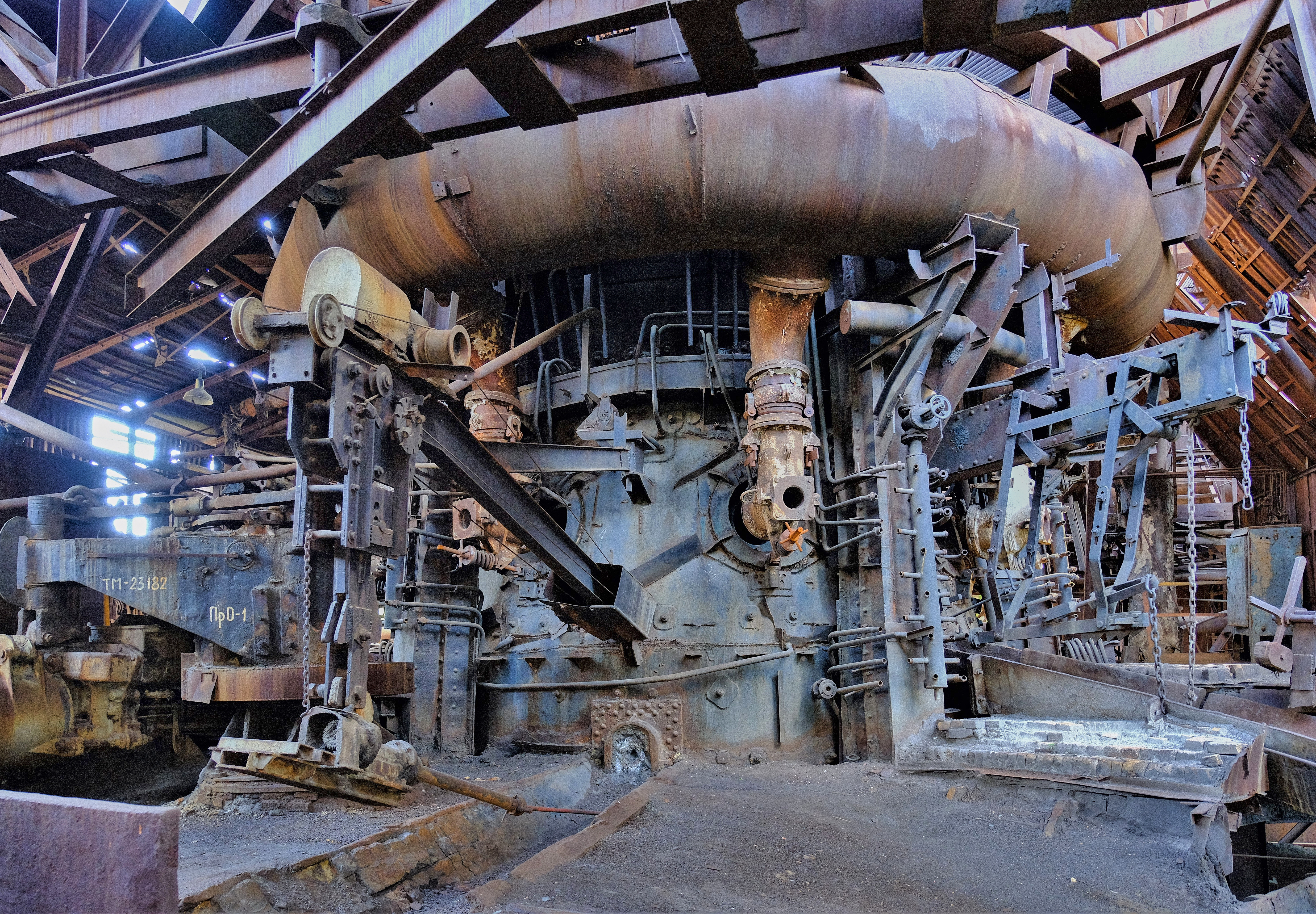
Литейный двор доменной печи
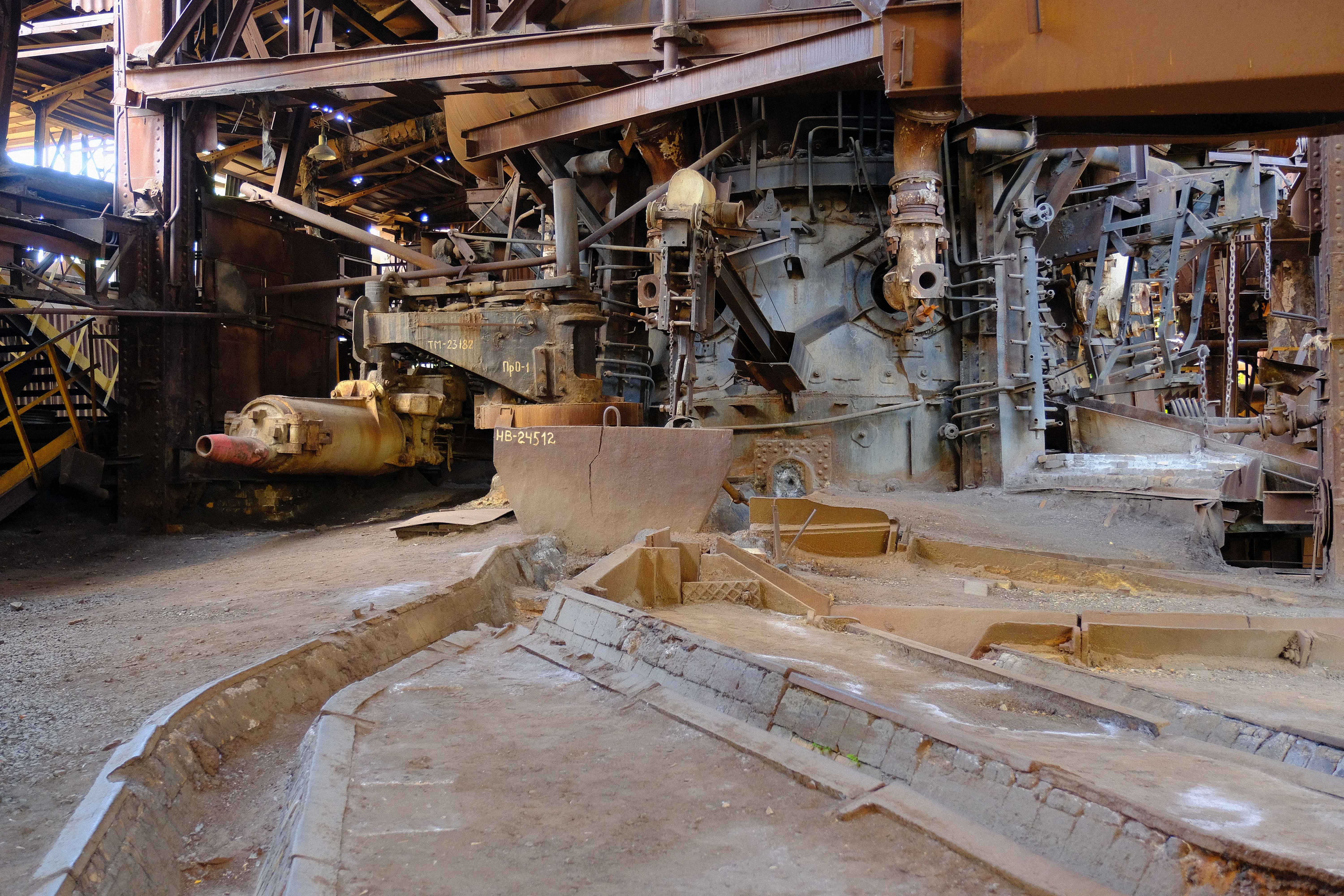
Выпускные канавы доменного цеха
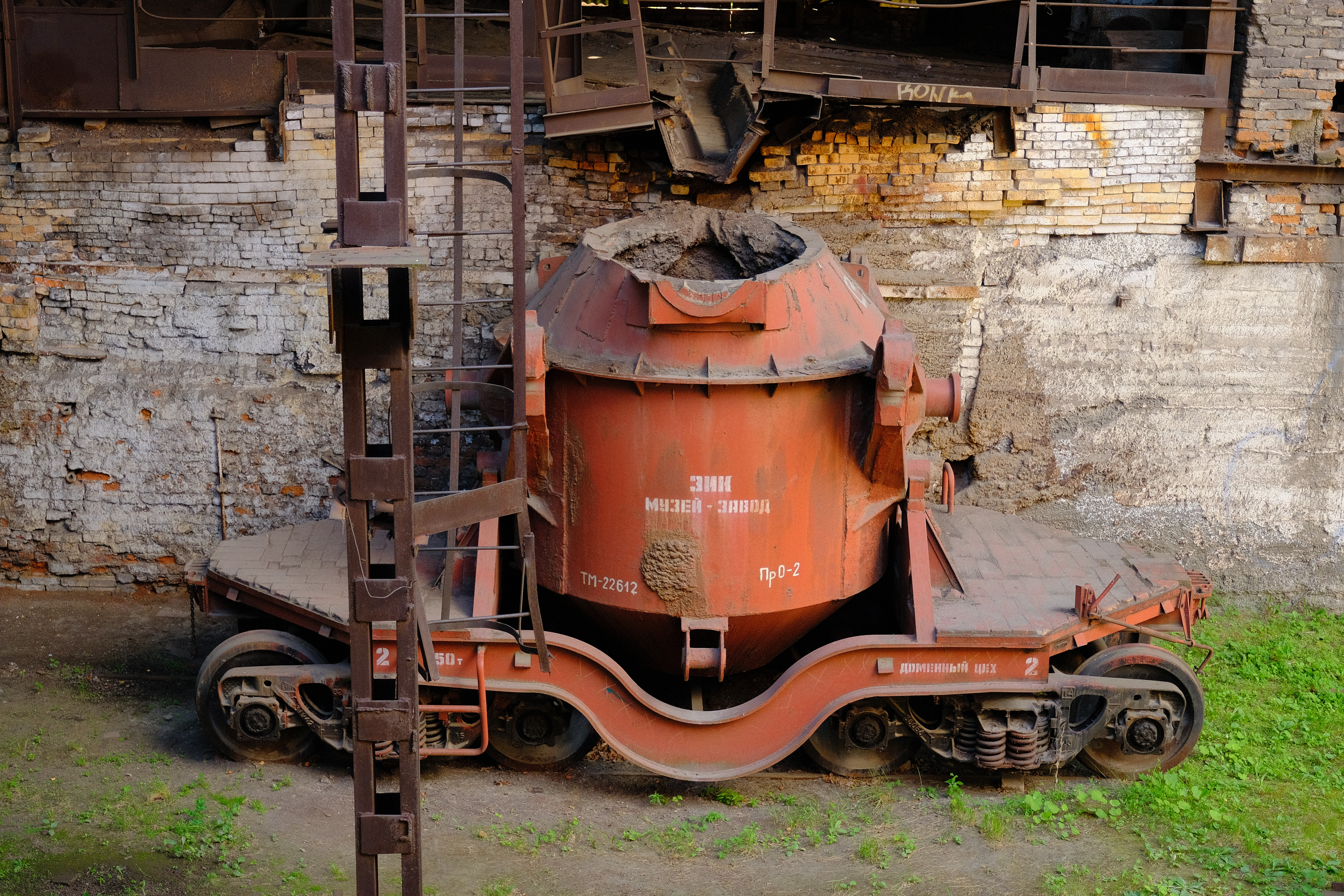
Шлаковоз
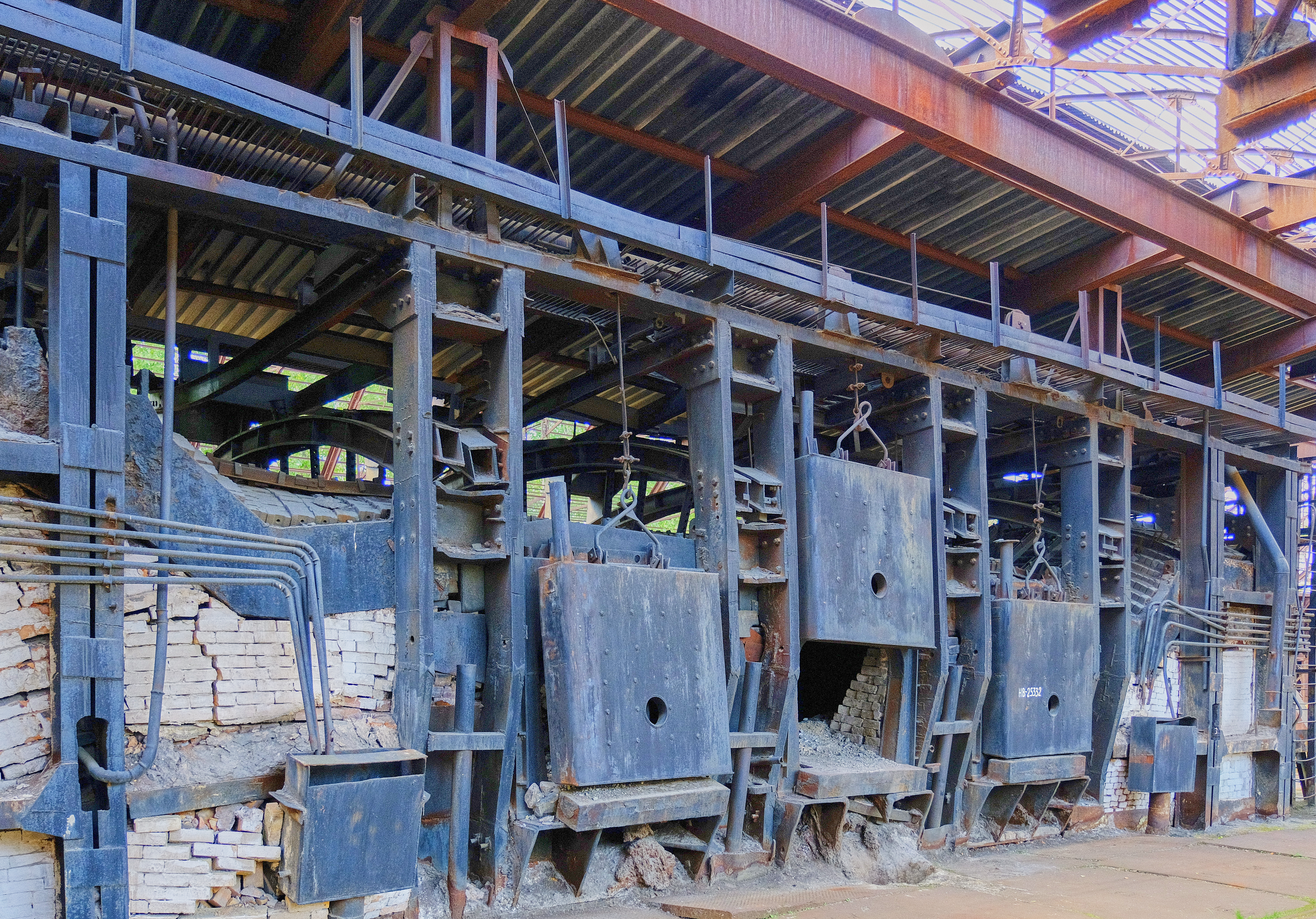
Мартеновская печь
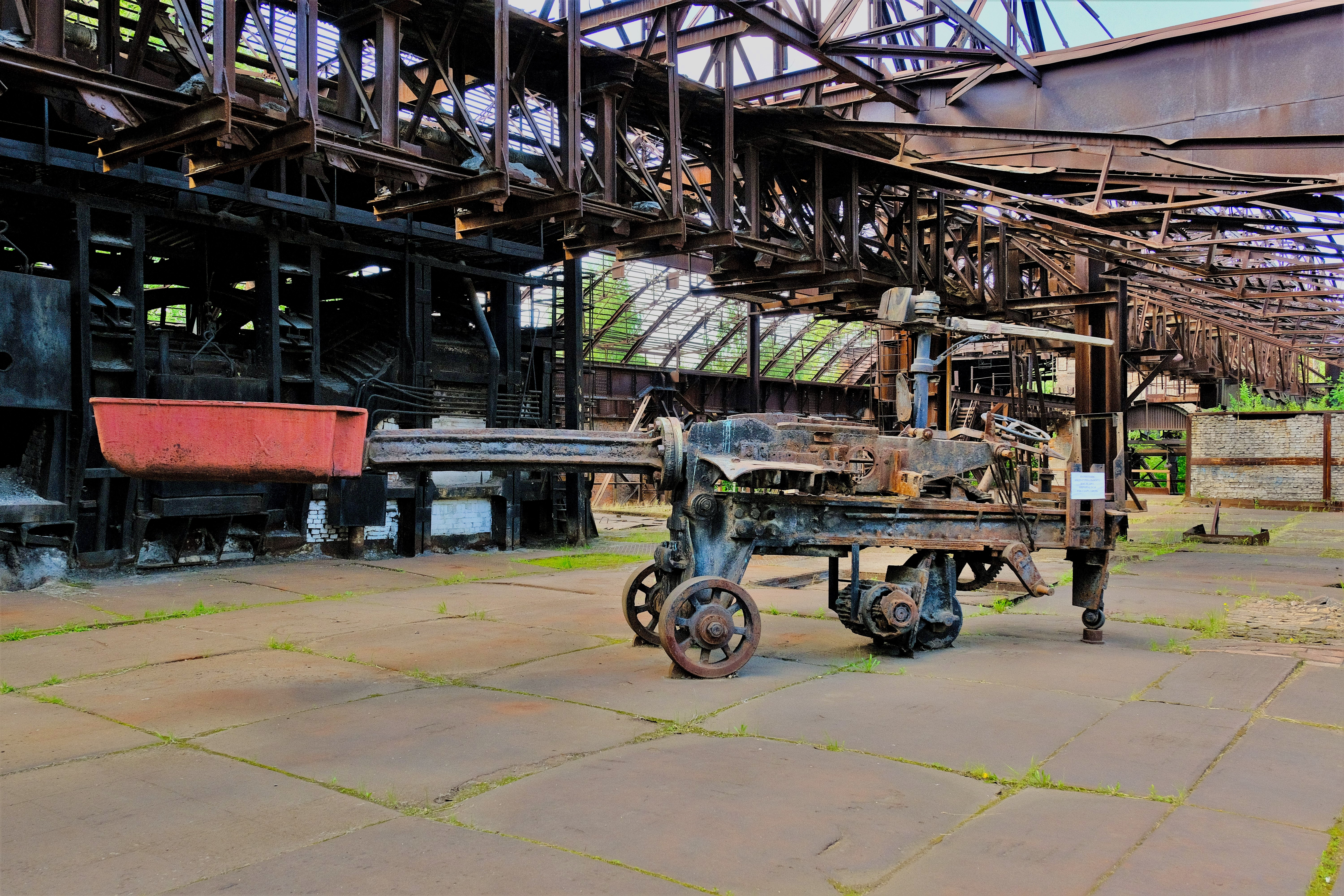
Загрузочное устройство мартеновской печи
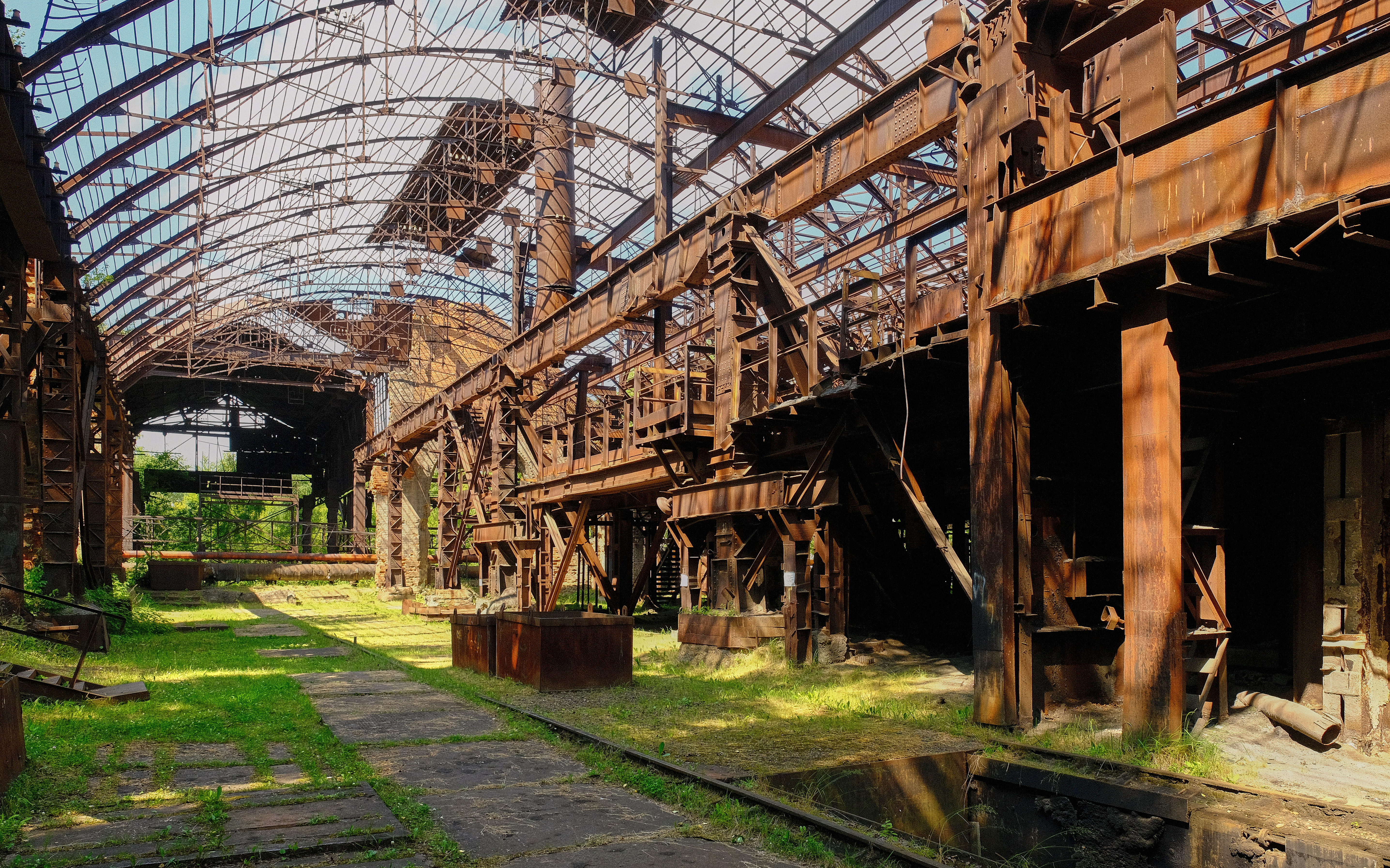
Разливочная площадка мартеновского цеха